# Serra do Bouro
A  Freguesia de Serra do Bouro foi uma freguesia portuguesa do Município de Caldas da Rainha, na região Oeste de Portugal, que tinha 18,21 km² de área e 703 habitantes (2011), e, por isso, uma densidade populacional de 38,6 hab/km². Estes dados faziam dela a freguesia menos populosa do município.
Foi extinta em 2013, no âmbito de uma reforma administrativa nacional, tendo o seu território sido integrado na nova União das Freguesias de Caldas da Rainha - Santo Onofre e Serra do Bouro com a sede em Santo Onofre.
A Freguesia de Serra do Bouro incluia as povoações do Casal do Celão, Casais dos Antunes, Cabeço da Vela, Casais da Boavista, Boavista, Casais da Cidade, Cidade, Espinheira e Zambujeiro.
No seu litoral, uma cadeia de precipícios separam-na do Oceano Atlântico
Entre as principais actividades económicas da povoação, destaca-se o trabalho no sector agrícola, assim como a construção civil, promovida pela proximidade das praias.

## População
| População da freguesia de Serra do Bouro | População da freguesia de Serra do Bouro | População da freguesia de Serra do Bouro | População da freguesia de Serra do Bouro | População da freguesia de Serra do Bouro | População da freguesia de Serra do Bouro | População da freguesia de Serra do Bouro | População da freguesia de Serra do Bouro | População da freguesia de Serra do Bouro | População da freguesia de Serra do Bouro | População da freguesia de Serra do Bouro | População da freguesia de Serra do Bouro | População da freguesia de Serra do Bouro | População da freguesia de Serra do Bouro | População da freguesia de Serra do Bouro |
| ---------------------------------------- | ---------------------------------------- | ---------------------------------------- | ---------------------------------------- | ---------------------------------------- | ---------------------------------------- | ---------------------------------------- | ---------------------------------------- | ---------------------------------------- | ---------------------------------------- | ---------------------------------------- | ---------------------------------------- | ---------------------------------------- | ---------------------------------------- | ---------------------------------------- |
| 1864                                     | 1878                                     | 1890                                     | 1900                                     | 1911                                     | 1920                                     | 1930                                     | 1940                                     | 1950                                     | 1960                                     | 1970                                     | 1981                                     | 1991                                     | 2001                                     | 2011                                     |
| 785                                      | 993                                      | 1 259                                    | 2 280                                    | 2 757                                    | 1 748                                    | 1 872                                    | 2 133                                    | 2 310                                    | 1 169                                    | 897                                      | 667                                      | 703                                      | 720                                      | 703                                      |

Com lugares desta freguesia foi criada pela Lei nº 839, de 05/07/1919, a freguesia da Foz do Arelho e pelo Decreto-Lei nº 41.453, de 19/12/1957 ( rectificado pelo Decreto-Lei nº 41.651, de 27/05/1958), a freguesia de Nadadouro

## História
A Serra do Bouro pertenceu em tempos ao concelho de Óbidos, tendo sido transferida para o concelho (atual município) das Caldas quando este se começou a desenvolver economicamente.
Da Serra do Bouro se desmembraram entretanto duas outras freguesias das Caldas da Rainha: a Foz do Arelho em 1919 e o Nadadouro em 1957.
Como património cultural edificado, tem a Igreja Matriz, reconstruída e ampliada no Sec. XVII, com valiosa talha dourada e esculturas da época em madeira policromada. Adjacente à igreja está o Cemitério Paroquial e da localidade. De interesse histórico existe a parte chamada de Cemitério dos Ingleses. Incorpora-o um conjunto de campas onde estão sepultados alguns dos náufragos do navio SS Roumania, que naufragou nas costas da povoação em 1889.